# Campeonato Brasileiro de Basquete
Il Campeonato Brasileiro de Basquete (in italiano: Campionato brasiliano di pallacanestro) è il nome che viene comunemente attribuito al massimo campionato maschile di pallacanestro per club in Brasile. Negli anni, il campionato è stato assegnato tramite la vittoria di competizioni differenti. Dal 1990 al 2008, la competizione si è chiamata anch'essa Campeonato Brasileiro de Basquete.

## Storia

### Taça Brasil de Basquete (1965–1989)
Dal 1965 al 1989, il titolo di campione del Brasile veniva assegnato tramite la vittoria della Taça Brasil de Basquete. La competizione era organizzata dalla Confederaçao Brasileira de Basketball.

### Campeonato Nacional de Basquete (1990–2008)
Dal 1990 al 2008, il titolo venne assegnato tramite il Campeonato Brasileiro de Basquete, anch'esso organizzato dalla federazione brasiliana. Negli ultimi anni, il Campeonato Brasileiro andò incontro a delle difficoltà organizzative e finanziarie; nel 2004 venne addirittura soprannominato Liga do Busão (campionato dei bus) a causa delle trasferte delle squadre, le quali avvenivano proprio tramite l'utilizzo di autobus, in quanto la CBB non pagava i costi delle trasferte ed i biglietti aerei erano troppo costosi. 

### Novo Basquete Brasil (2009–oggi)
Dal 2009, il titolo del massimo campionato brasiliano passò al Novo Basquete Brasil (NBB). La NBB è sotto l'egida della federazione brasiliana ma è organizzata dalla Liga Nacional de Basquete (LNB). Il campionato è gestito direttamente, per la prima volta, direttamente da 19 club brasiliani, alcuni di essi sono anche i soci fondatori della LNB.

## Albo d'oro

### Taça Brasil de Basquete
| Stagione  | Squadra vincente      | Risultato                | Seconda classificata  |
| --------- | --------------------- | ------------------------ | --------------------- |
| 1965      | Corinthians           | 2–1                      | Vasco da Gama         |
| 1966      | Corinthians           | 76–62 (scontro diretto)  | Vasco da Gama         |
| 1967      | Botafogo              | Finale a quattro         | Corinthians           |
| 1968      | Sírio                 | Finale a sei             | Corinthians           |
| 1969      | Corinthians           | Finale a cinque          | Sírio                 |
| 1970      | Sírio                 | Finale a sei             | Corinthians           |
| 1971      | Franca                | Finale a quattro         | Sírio                 |
| 1972      | Sírio                 | Finale a sei             | Fluminense            |
| 1973      | Vila Nova             |                          | [Trianon              |
| 1974      | Franca                | Finale a sei             | Vila Nova             |
| 1975      | Franca                |                          | Palmeiras             |
| 1976      | Campionato cancellato | Campionato cancellato    | Campionato cancellato |
| 1977      | Palmeiras             | 66–62 (scontro diretto)  | Flamengo              |
| 1978      | Sírio                 | 110–85 (scontro diretto) | Palmeiras             |
| 1979      | Sírio                 | 87–86 (scontro diretto)  | Franca                |
| 1980      | Franca                | 87–67 (scontro diretto)  | Vasco da Gama         |
| 1981 (I)  | São José              | 74–72 (scontro diretto)  | Franca                |
| 1981 (II) | Franca                | Finale a quattro         | Sírio                 |
| 1982      | Monte Líbano          | Finale a quattro         | Franca                |
| 1983      | Sírio                 | Finale a quattro         | Corinthians           |
| 1985      | Monte Líbano          | Finale a quattro         | Flamengo              |
| 1986 (I)  | Monte Líbano          | Finale a quattro         | Corinthians           |
| 1986 (II) | Monte Líbano          | Finale a quattro         | Franca                |
| 1987      | Monte Líbano          | Finale a quattro         | Sírio                 |
| 1989      | Sírio                 | Finale a sei             | Franca                |

### Campeonato Nacional de Basquete
Nel 1992 e successivamente dal 1996 al 2000, lo sponsor era il secondo nome, dal 2002 in poi diventò il primo nome.
| Stagione | Squadra vincente         | Serie                 | Seconda classificata         |
| -------- | ------------------------ | --------------------- | ---------------------------- |
| 1990     | Ravelli/Franca           | 3–0                   | Lwart/Lwarcel                |
| 1991     | Ravelli/Franca           | 3–1                   | Ipê/Perdigão/Soler           |
| 1992     | Cesp/Rio Claro/Blue Life | 1–0                   | Ipê/Banespa                  |
| 1993     | Sabesp/Franca            | 1–0                   | Ipê/Banespa                  |
| 1994     | Pitt/Corinthians         | 3–2                   | Sabesp/Franca                |
| 1995     | Cesp/Rio Claro           | 3–1                   | Dharma/Yara/Franca           |
| 1996     | Corinthians/Amway        | 3–1                   | Corinthians/Pony             |
| 1997     | Franca/Cougar            | 3–2                   | Corinthians/Pony             |
| 1998     | Franca/Marathon          | 3–2                   | Ribeirão Preto/Polti/COC     |
| 1999     | Franca/Marathon          | 3–2                   | Vasco da Gama                |
| 2000     | Vasco da Gama            | 3–1                   | Flamengo                     |
| 2001     | Vasco da Gama            | 3–0                   | COC/Ribeirão Preto           |
| 2002     | Tilibra/Bauru            | 3–0                   | Uniara/Fundesport/Araraquara |
| 2003     | COC/Ribeirão Preto       | 3–1                   | Unitri/Uberlândia            |
| 2004     | Unitri/Uberlândia        | 3–0                   | Flamengo                     |
| 2005     | Telemar/Rio de Janeiro   | 3–1                   | Unitri/Uberlândia            |
| 2006     | Campionato cancellato    | Campionato cancellato | Campionato cancellato        |
| 2007     | Universo/Brasília        | 3–1                   | Unimed/Franca                |
| 2008     | Flamengo                 | 3–0                   | Universo/Brasília            |

### Novo Basquete Brasil
| Stagione | Squadra vincente        | Serie                   | Seconda classificata       |
| -------- | ----------------------- | ----------------------- | -------------------------- |
| 2009     | C.R. Flamengo           | 3–2                     | Universo/BRB/Converse      |
| 2009–10  | Universo/BRB/Converse   | 3–2                     | C.R. Flamengo              |
| 2010–11  | UniCEUB/BRB/Brasília    | 3–1                     | Franca                     |
| 2011–12  | UniCEUB/BRB/Brasília    | 78–62 (Scontro diretto) | São José                   |
| 2012–13  | C.R. Flamengo           | 77–70 (Scontro diretto) | Unitri/Universo/Uberlândia |
| 2013–14  | C.R. Flamengo           | 78–73 (Scontro diretto) | C.A. Paulistano/Unimed     |
| 2014–15  | C.R. Flamengo           | 2–0                     | Paschoalotto/Bauru         |
| 2015–16  | C.R. Flamengo           | 3–2                     | Paschoalotto/Bauru         |
| 2016–17  | Gocil/Bauru Basket      | 3–2                     | C.A. Paulistano/Corpore    |
| 2017–18  | C.A. Paulistano/Corpore | 3–1                     | Mogi das Cruzes/Helbor     |
| 2018–19  | C.R. Flamengo           | 3–2                     | Sesi/Franca                |

## Statistiche

### Vittorie per squadra
| Squadra                   | Campionati vinti | Stagione vinta                                                        | Seconda classificata | Stagione seconda classificata                                 |
| ------------------------- | ---------------- | --------------------------------------------------------------------- | -------------------- | ------------------------------------------------------------- |
| Franca                    | 11               | 1971, 1974, 1975, 1980, 1981 (II), 1990, 1991, 1993, 1997, 1998, 1999 | 9                    | 1979, 1981 (I), 1982, 1986 (II), 1989, 1994, 2007, 2011, 2019 |
| C.R. Flamengo             | 7                | 2008, 2009, 2013, 2014, 2015, 2016, 2019                              | 5                    | 1977, 1985, 2000, 2004, 2010                                  |
| E.C. Sírio                | 7                | 1968, 1970, 1972, 1978, 1979, 1983, 1989                              | 4                    | 1969, 1971, 1981 (II), 1987                                   |
| C.A. Monte Líbano         | 5                | 1982, 1985, 1986 (I), 1986 (II), 1987                                 | 0                    | —                                                             |
| S.C. Corinthians Paulista | 4                | 1965, 1966, 1969, 1996                                                | 5                    | 1967, 1968, 1970, 1983, 1986 (I)                              |
| Brasília                  | 4                | 2007, 2010, 2011, 2012                                                | 2                    | 2008, 2009                                                    |
| C.R. Vasco da Gama        | 2                | 2000, 2001                                                            | 4                    | 1965, 1966, 1980, 1999                                        |
| Bauru                     | 2                | 2002, 2017                                                            | 2                    | 2015, 2016                                                    |
| Rio Claro                 | 2                | 1992, 1995                                                            | 0                    | —                                                             |
| Uberlândia                | 1                | 2004                                                                  | 3                    | 2003, 2005, 2013                                              |
| S.E. Palmeiras            | 1                | 1977                                                                  | 2                    | 1975, 1978                                                    |
| Corinthians/RS            | 1                | 1994                                                                  | 2                    | 1996, 1997                                                    |
| COC/Ribeirão Preto        | 1                | 2003                                                                  | 2                    | 1998, 2001                                                    |
| C.A. Paulistano           | 1                | 2018                                                                  | 2                    | 2014, 2017                                                    |
| Vila Nova                 | 1                | 1973                                                                  | 1                    | 1974                                                          |
| São José                  | 1                | 1981 (I)                                                              | 1                    | 2012                                                          |
| Botafogo                  | 1                | 1967                                                                  | 0                    | —                                                             |
| Telemar/Rio de Janeiro    | 1                | 2005                                                                  | 0                    | —                                                             |

### Giocatore con maggiori titoli vinti
| Giocatore                      | Campionati vinti | Stagioni vinte                           |
| ------------------------------ | ---------------- | ---------------------------------------- |
| Fausto Giannecchini            | 7                | 1971, 1973, 1974, 1975, 1980, 1981, 1983 |
| Marcelinho Machado             | 7                | 2005, 2008, 2009, 2013, 2014, 2015, 2016 |
| Demétrius Ferraciú             | 6                | 1993, 1997, 1998, 2000, 2001, 2005       |
| Helinho                        | 6                | 1997, 1998, 1999, 2000, 2001, 2004       |
| Marquinhos Vieira              | 6                | 2002, 2013, 2014, 2015, 2016, 2019       |
| Alex Garcia                    | 6                | 2003, 2007, 2010, 2011, 2012, 2017       |
| Bira Maciel                    | 5                | 1965, 1966, 1969, 1977, 1981 (I)         |
| Washington "Dodi" Joseph       | 5                | 1968, 1970, 1972, 1978, 1979             |
| Roberto "Robertão" José Corrêa | 5                | 1971, 1974, 1975, 1980, 1981 (II)        |
| Marco "Chuí" dos Santos        | 5                | 1981 (II), 1989, 1993, 1998, 1999        |
| Ricardo "Cadum" Guimarães      | 5                | 1982, 1985, 1986 (I), 1986 (II), 1987    |
| Maury de Souza                 | 5                | 1983, 1985, 1986 (I), 1986 (II), 1987    |
| João "Pipoka" Vianna           | 5                | 1985, 1986 (I), 1986 (II), 1987, 2007    |
| Valtinho da Silva              | 5                | 1995, 1999, 2004, 2010, 2017             |
| Rogério Klafke                 | 5                | 1997, 1998, 2000, 2001, 2004             |
| Nezinho dos Santos             | 5                | 2003, 2007, 2010, 2011, 2012             |
| Gegê Chaia                     | 5                | 2013, 2014, 2015, 2016, 2017             |
| Carlos Olivinha                | 5                | 2013, 2014, 2015, 2016, 2019             |
| Hélio Rubens Garcia            | 4                | 1971, 1974, 1975, 1980                   |
| Marquinhos Leite               | 4                | 1972, 1979, 1983, 1989                   |
| Gilson Trindade de Jesus       | 4                | 1974, 1975, 1977, 1981 (II)              |
| Jorge "Guerrinha" Guerra       | 4                | 1980, 1981 (II), 1990, 1991              |
| André Stoffel                  | 4                | 1982, 1985, 1986 (I), 1986 (II)          |
| Israel Andrade                 | 4                | 1982, 1985, 1986 (I), 1986 (II)          |
| Paulinho Villas Boas           | 4                | 1983, 1987, 1992, 1995                   |
| Josuel dos Santos              | 4                | 1993, 1995, 2002, 2005                   |
| Duda Machado                   | 4                | 2007, 2008, 2009, 2013                   |

|  |                                   |
|  | Giocatori che sono ancora attivi. |